# Celama kindervateri
Celama kindervateri är en fjärilsart som beskrevs av Karl Schawerda 1908. Celama kindervateri ingår i släktet Celama och familjen trågspinnare. Inga underarter finns listade i Catalogue of Life.